# Rue de Candie
Pour les articles homonymes, voir Candie (homonymie).
La rue de Candie est une voie du 11e arrondissement de Paris, en France.

## Situation et accès
La rue de Candie est une voie publique située dans le 11e arrondissement de Paris. Elle débute au 20, rue Trousseau et se termine au 9, rue de la Forge-Royale.

## Origine du nom
L'origine du nom de cette voie peut correspondre à :
- Candie, qui était l'ancien nom de la ville crétoise d'Héraklion[1] ;
- Candie, ancien nom de la Crète.

## Historique
La rue a été ouverte par tronçons successifs :
- en 1897, entre la rue Trousseau et le passage Saint-Bernard, en prenant son nom actuel par arrêté du 31 juillet 1899 ;
- en 1935, entre la partie d'une longueur de 48 m qui débouchait rue Trousseau et le passage Saint-Bernard ;
- en 1937, entre le passage Saint-Bernard et la rue de la Forge-Royale.